# Pierre du Diable (Vitrac)

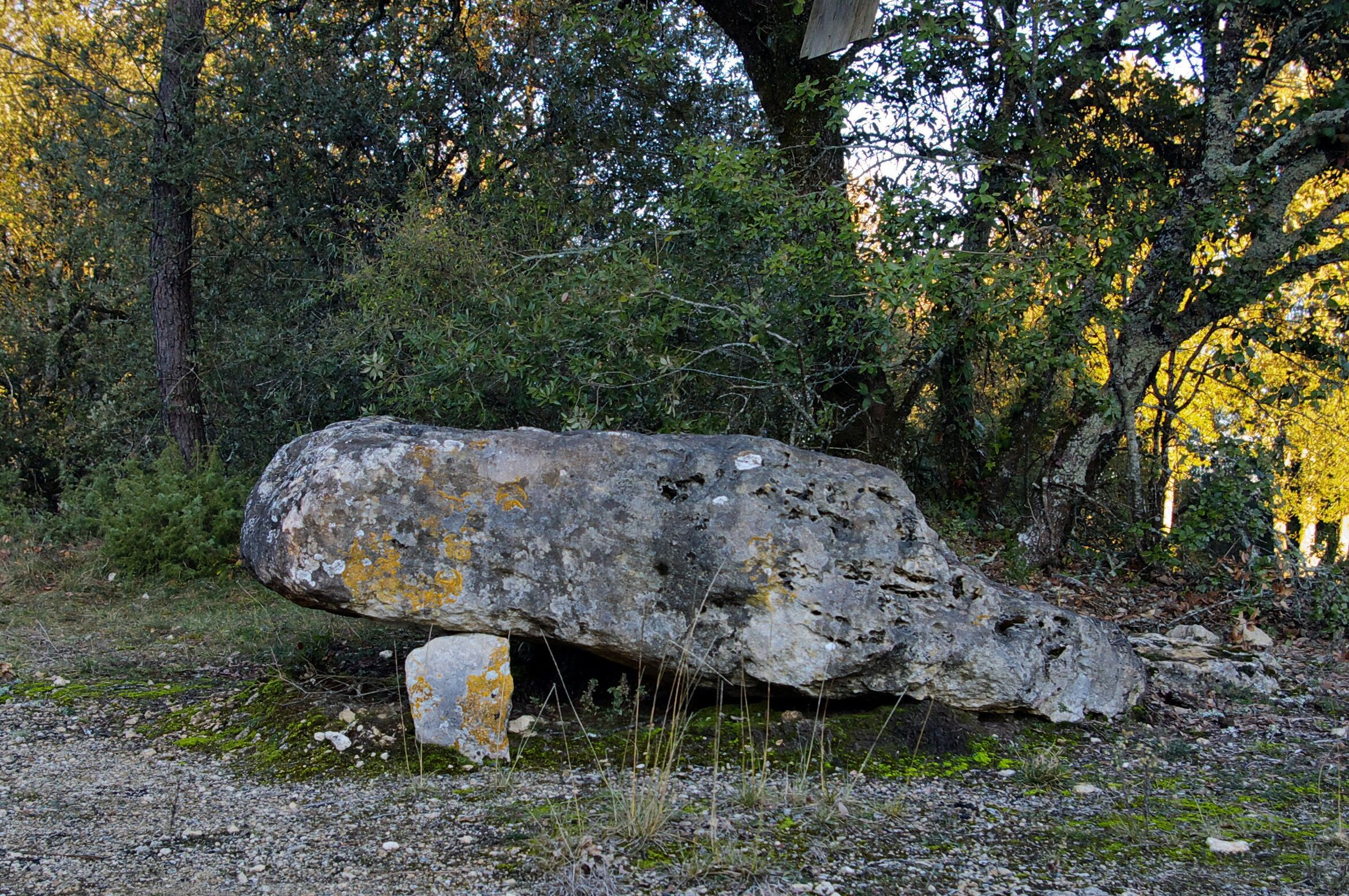
Pierre du Diable

Der Dolmen Pierre du Diable (deutsch „Teufelsstein “) – auch mit dem häufiger vorkommende Namen „Dolmen de Peyrelevade“, (z. B. Dolmen de Peyrelevade (Brantôme) oder als Griffoul dolmen bezeichnet) liegt auf einem Hügel östlich von Vitrac südlich von Sarlat-la-Canéda im Département Dordogne in Frankreich. Dolmen ist in Frankreich der Oberbegriff für Megalithanlagen aller Art (siehe: Französische Nomenklatur).
Der Dolmen besteht aus einem etwa 0,8 m dicken Deckstein aus Kalkstein von etwa 2,5 m Länge, der etwa 0,3 m über dem Boden auf zwei Stützen ruht und mehrere Schälchen (französisch cupules) aufweist.
Sein Name stammt von einer alten regionalen Legende.